# Udea monticolens
Udea monticolens là một loài bướm đêm trong họ Crambidae.